# Nicolás Bravo 4.ª Sección (Tilapa)
Nicolás Bravo 4.ª Sección (Tilapa) es una ranchería del municipio de Paraíso ubicado en la subregión de la Chontalpa del estado mexicano de Tabasco.

## Geografía
La localidad se ubica a 12.4 kilómetros (en dirección noreste) de la localidad de Paraíso, la cabecera y lugar más poblado del municipio. Se sitúa en las coordenadas geográficas 18°18′48″N 93°08′05″O / 18.313333, -93.134722, a una elevación de 7 metros sobre el nivel del mar.

## Demografía
Según el Conteo de Población y Vivienda 2020, efectuado por el Instituto Nacional de Estadística y Geografía, la localidad de Nicolás Bravo 4.ª Sección (Tilapa) tiene 525 habitantes, de los cuales 257 son del sexo masculino y 268 del sexo femenino. Su tasa de fecundidad es de 2.46 hijos por mujer y tiene 138 viviendas particulares habitadas.
| Gráfica de evolución demográfica de Nicolás Bravo 4.ª Sección (Tilapa) entre 1980 y 2020 |
|                                                                                          |
| INEGI.                                                                                   |